# デボン・アレクサンダー
デボン・アレクサンダー（Devon Alexander、1987年2月10日 - ）は、アメリカ合衆国の男性プロボクサー。ミズーリ州セントルイス出身。元WBC・IBF世界スーパーライト級統一王者。元IBF世界ウェルター級王者。世界2階級制覇王者。

## 来歴

### アマチュア時代
2003年、ナショナル・ゴールデングローブにライトウェルター級(64kg)で出場したが決勝で敗退した。
2004年、全米選手権でライトウェルター級(64kg)に出場し優勝した。北京オリンピック国内予選選考会にライトウェルター級(64kg)で出場するがラモン・ピーターソンに敗れ、出場権を逃した。

### プロ時代
2004年5月20日、プロデビュー。
2006年7月8日、9戦目でWBC世界ウェルター級ユース王座を獲得した。
2008年1月19日、14戦目にWBCアメリカ大陸スーパーライト級王座決定戦で元WBO世界同級王者デマーカス・コーリーと対戦し、12回3-0（2者が118-109、116-111）の判定勝ちで王座を獲得した。
2009年8月1日、19戦目で世界王座初挑戦。ティモシー・ブラッドリー対ネート・キャンベルの前座でWBC世界スーパーライト級王座決定戦でジュニア・ウィッター（イギリス）と対戦し、8回終了後のウィッターの棄権によるTKO勝ちで王座獲得に成功した。
2010年3月6日、IBF世界スーパーライト級王者ファン・ウランゴ（コロンビア）と王座統一戦で対戦し、8回TKO勝ちでWBC王座は初防衛、IBF王座獲得による王座統一に成功した。
2010年8月7日、アンドレアス・コテルニク（ウクライナ）と対戦し、3-0の判定勝ちで初防衛に成功した。
2011年1月29日、WBO世界スーパーライト級王者ティモシー・ブラッドリー（アメリカ）と王座統一戦で対戦し、10回負傷判定負けを喫して王座統一に失敗、WBC王座から陥落するとともに、プロ初黒星を喫した。
2011年2月、IBF世界スーパーライト級王座を返上した。
2011年6月25日、ミズーリ州セントチャールズのファミリーアリーナでルーカス・マティセー（アルゼンチン）と対戦し、4回にはダウンを奪われる苦闘も、12回2-1（96-93、95-94、93-96）の判定勝ちを収めた。 
2012年2月25日、ミズーリ州セントルイスのスコットトレード・センターでWBA世界スーパーライト級王者マルコス・マイダナ（アルゼンチン）と対戦し、12回3-0の大差判定勝ちを収めた。
2012年10月20日、バークレイズ・センターで、ダニー・ガルシア対エリック・モラレスの前座でIBF世界ウェルター級王者ランドール・ベイリー（アメリカ）に挑戦し、3-0の判定勝ちで2階級制覇に成功した。
2013年1月29日、指名挑戦者のケル・ブルック（イギリス）と対戦予定だったがブルックが足首を負傷し試合が2月23日に延期される、しかし今度はアレキサンダーが上腕二頭筋を負傷し2度目の延期となった。お互いの負傷による延期が続き5月18日に試合が行われることが内定していたがまたしてもブルックが脚を負傷し、結局試合自体が流れる結果となった。
2013年5月18日、ニュージャージー州アトランティックシティのボードウォーク・ホールでブルックの代役としてIBFウェルター級4位のリー・パーディ（イギリス）と対戦、しかし前日計量でパーディが体重超過で計量失格となり試合はノンタイトル戦となった。試合は7回終了後のインターバルにパーディ陣営が棄権を表明したため、アレキサンダーが7回TKO勝利という結果となった。
2013年11月30日、ニューヨークのバークレイズ・センターで、ポール・マリナッジ対ザブ・ジュダーの前座でIBF同級6位のショーン・ポーターと対戦するが、12回0-3(113-115、2者が112-116)の判定負けを喫し、初防衛に失敗し王座から陥落した。
2014年6月21日、カリフォルニア州の スタブハブ・センター・テニスコートでロバート・ゲレーロVS亀海喜寛の前座でヘスス・ソト・カラスと対戦し、10回3-0(97-93、2者が99-91)の判定勝ちを収めた。
2014年12月13日、MGMグランド・ガーデン・アリーナでアミール・カーンと対戦するが、12回0-3（109-119、110-118、108-120）の判定負けを喫した。この試合でアレクサンダーは60万ドル（約6000万円）、カーンは95万ドル（約9500万円）のファイトマネーを獲得した。
2015年1月9日、ゴールデンボーイ・プロモーションズからプロモート権を破棄されたことで、同プロモーションを離脱した。
2015年10月14日、アリゾナ州グレンデールのジョビング・ドットコム・アリーナでアーロン・マルティネスと対戦し、10回0-3（97-93×2、96-94）の判定負けを喫した。
2018年2月17日、テキサス州エルパソのドン・ハスキンス・センターで元WBC世界ウェルター級王者のビクター・オルティスとウェルター級10回戦を行い、10回0-1（113-115、114-114×2）の判定で引き分けた。
2018年8月4日、ナッソー・ベテランズ・メモリアル・コロシアムでアンドレ・ベルトと対戦し、12回判定負けを喫した。
2023年4月8日、 ディグニティ・ヘルス・スポーツ・パーク・テニスコートでガブリエル・マエストレと対戦し、3回TKO負けを喫した。

## 獲得タイトル
- WBCウェルター級ユース王座（防衛0=返上）
- WBCアメリカ大陸スーパーライト級王座（防衛1=返上）
- WBC世界スーパーライト級王座（防衛2）
- IBF世界スーパーライト級王座（防衛1=返上）
- IBF世界ウェルター級王座（防衛0）